# Paul Ibens
Paul Ibens (Antwerpen, 1939 - 2020) was een Belgische interieurarchitect en ontwerper.

## Biografie
Paul Ibens werkte sinds 1968 samen met Claire Bataille met wie hij samen afstudeerde in 1962 aan het Henry Van de Velde Instituut in Antwerpen. Naast het inrichten van kantoren en woningen ontwierpen ze ook objecten voor Obumex, Val-Saint-Lambert, Durlet en Bulo. Ook ontwikkelden en patenteerden ze een bouwknooppunt om snel en met minimum aan materiaal een prefab houtskeletbouw te kunnen bouwen. Hun firma fuseerde in 2012 met Studio Wave Architecture te Brussel
Daarnaast was Ibens docent aan de Nationaal Hoger Instituut voor Bouwkunst en Stedebouw (NHIBS), de huidige afdeling interieurarchitectuur van de Universiteit Antwerpen.

## Oeuvre (selectie)
- H2O-tafel (1994), voor Bulo[3]
- Kantoorgebouw Van Hoecke, Sint-Niklaas (1998)
- Houten Knooppunt 78+ (1978)
- Kristallen glazen Palladio (1986) voor When Objects Work
- Zilveren bestek Ag+ (1986) voor When Objects Work
- Woning Corthout in Schilde (1973)

## Erkentelijkheden
- 1978 - Sigle d'Or (Belgisch Design center) voor knooppunt 78+[4]
- 2001 - Henry van de Velde Award Loopbaan
- 2009 - Interieurprijs (Fidias)

- Gemeinsame Normdatei: 128966483
- International Standard Name Identifier: 0000 0001 1459 2287
- Library of Congress Control Number: n2003012164
- Système universitaire de documentation: 077325613
- Virtual International Authority File: 166676183
- WorldCat: E39PBJvd8DmvV3f8RXhwMBTCQq